# FA Charity Shield 2001
Lo FA Charity Shield 2001, noto in italiano anche come Supercoppa d'Inghilterra 2001, è stata la 79ª edizione della Supercoppa d'Inghilterra.
Si è svolto il 18 agosto 2001 al Millennium Stadium di Cardiff tra il Manchester United, vincitore della FA Premier League 2000-2001, e il Liverpool, vincitore della FA Cup 2000-2001.
A conquistare il titolo è stato il Liverpool che ha vinto per 2-1 con reti di Gary McAllister (su rigore) e Michael Owen.

## Partecipanti
| Squadre        | Qualificazione                              | Partecipazioni precedenti (il grassetto indica la vittoria)                                                                 |
| -------------- | ------------------------------------------- | --- |
| Manchester Utd | Vincitore della FA Premier League 2000-2001 | 20 (1908, 1911, 1948, 1952, 1956, 1957, 1963, 1965, 1967, 1977, 1983, 1985, 1990, 1993, 1994, 1996, 1997, 1998, 1999, 2000) |
| Liverpool      | Vincitore della FA Cup 2000-2001            | 18 (1922, 1964,1965,1966, 1971, 1974, 1976, 1977, 1979, 1980, 1982, 1983, 1984, 1986, 1988, 1989, 1990, 1992)               |

## Tabellino
| Arbitro: | Andy D'Urso |

|                               |           |                    |
| McAllister 2’ (rig.) Owen 15’ | Marcatori | 51’ van Nistelrooy |

| Liverpool | Manchester United |

### Formazioni
| Liverpool:      |    |                   |     |     |
|                 |    |                   |     |     |
| P               | 1  | Sander Westerveld |     |     |
| D               | 6  | Markus Babbel     |     |     |
| D               | 2  | Stéphane Henchoz  |     |     |
| D               | 4  | Sami Hyypiä       |     |     |
| D               | 18 | John Arne Riise   |     | 84’ |
| C               | 13 | Danny Murphy      | 35’ | 72’ |
| C               | 16 | Dietmar Hamann    |     |     |
| C               | 21 | Gary McAllister   |     |     |
| C               | 20 | Nick Barmby       |     | 72’ |
| A               | 8  | Emile Heskey      |     |     |
| A               | 10 | Michael Owen      |     |     |
| A disposizione: |    |                   |     |     |
| P               | 22 | Pegguy Arphexad   |     |     |
| D               | 23 | Jamie Carragher   |     | 84’ |
| D               | 30 | Djimi Traoré      |     |     |
| C               | 11 | Jamie Redknapp    |     |     |
| C               | 15 | Patrik Berger     |     | 72’ |
| C               | 25 | Igor Bišćan       |     | 72’ |
| A               | 37 | Jari Litmanen     |     |     |
| Allenatore:     |    |                   |     |     |
| Gérard Houllier |    |                   |     |     |

| Manchester Utd: |    |                     |     |     |
|                 |    |                     |     |     |
| P               | 1  | Fabien Barthez      |     |     |
| D               | 2  | Gary Neville        |     |     |
| D               | 6  | Jaap Stam           |     |     |
| D               | 27 | Mikaël Silvestre    |     |     |
| D               | 3  | Denis Irwin         |     |     |
| C               | 7  | David Beckham       |     |     |
| C               | 8  | Nicky Butt          |     | 66’ |
| C               | 16 | Roy Keane           |     |     |
| C               | 11 | Ryan Giggs          |     |     |
| A               | 18 | Paul Scholes        | 17’ |     |
| A               | 10 | Ruud van Nistelrooy |     |     |
| A disposizione: |    |                     |     |     |
| P               | 13 | Roy Carroll         |     |     |
| D               | 5  | Ronny Johnsen       |     |     |
| D               | 12 | Phil Neville        |     |     |
| D               | 24 | Wes Brown           |     |     |
| C               | 15 | Luke Chadwick       |     |     |
| A               | 19 | Dwight Yorke        |     | 66’ |
| A               | 20 | Ole Gunnar Solskjær |     |     |
| Allenatore:     |    |                     |     |     |
| Alex Ferguson   |    |                     |     |     |